# Richard Evans
Richard Evans (ur. 29 maja 1954) – brytyjski kolarz torowy, srebrny medalista mistrzostw świata.

## Kariera
Pierwszy sukces Richard Evans osiągnął w 1973 roku, kiedy wspólnie z Mickiem Bennettem, Williamem Moore’em i Ianem Hallamem zdobył srebrny medal w drużynowym wyścigu na dochodzenie podczas mistrzostw świata w San Sebastián. W identycznym składzie reprezentanci Wielkiej Brytanii zwyciężyli w tej konkurencji na rozgrywanych w 1974 roku igrzyskach Brytyjskiej Wspólnoty Narodów w Christchurch w 1974 roku. Evans nigdy nie wystąpił na igrzyskach olimpijskich.